# Diplocentria bidentata
Diplocentria bidentata là một loài nhện trong họ Linyphiidae.
Loài này thuộc chi Diplocentria. Diplocentria bidentata được James Henry Emerton miêu tả năm 1882.